# Lambe (tengwar)
Lambe es la tercera letra adicional del sistema de escritura que inventó J. R. R. Tolkien en sus obras como El Señor de los Anillos conocido como Tengwar.
En el Alfabeto Fonético Internacional es la aproximante lateral alveolar, que en castellano es "l".
- Datos: Q30919255